# Nakayoshi
Nakayoshi (なかよし?) è una rivista giapponese mensile che pubblica manga shōjo, pubblicata da Kōdansha sin dal dicembre 1954. Nakayoshi è indirizzata (così come Ribon e Ciao) alle giovani ragazze della scuola elementare e della scuola media.

## Manga e mangaka apparsi su Nakayoshi
I titoli sono in ordine alfabetico. Il mangaka è indicato/a tra parentesi.

### 1-9
- 9-gatsu no Rakko Musume (Yōko Minami)

### A
- Aishite mo Ii Desu ka? (Sumiko Sonehara)
- Akihabara Cyber-gumi Pata Pi! (Tsukasa Kotobuki)
- Akogare Bōken-tachi (Yū Asagiri)
- Amai Koi no Binzume (Chizuko Beppu)
- Amaririsu (Mariko Takeda)
- Angel no Oka (Osamu Tezuka)
- Anmitsu Hime (Izumi Takemoto)
- Ano Hi no Yume wo Hanataba ni Shite (Shigeko Komuro)
- Aoi-chan Panic! (Izumi Takemoto)
- Apple Pie Story (Jun Makimura)
- Ashita wa Egao (Yōko Hasegawa)
- Ashita no Nadja (Yui Ayumi, creato da Izumi Tōdō)
- Attacker YOU! (Jun Makimura)
- Azuki-chan (Chika Kimura), creato da Yasushi Akimoto)

### B
- Bika Bika (Kaori Kanari)
- Bishōjo Senshi Sailor Moon (Naoko Takeuchi)
- Boku-tachi no Kinenbi (Satoshi Nishioka)
- Bon Bon Bizarre (Marimo Shirasawa, creato da Shuko Toyama e General Entertainment)
- Boruga wo Koete (Tomi Hoshigawa))
- Butterfly Gensōkyoku (Kaoru Rinjō)

### C
- Cake · Cake · Cake (Moto Hagio, creato da Aya Ichinoki)
- Candy Candy (Yumiko Igarashi, creato da Kyoko Mizuki)
- Card Captor Sakura (CLAMP)
- Channel W (Kei Enue)
- Cherry Juice (Haruka Fukushima)
- Chocolate Hiyori (Aki Togawa)
- Chōkuse ni Narisō (Yayoi Nakano)
- CUTE BEAT Oshare Club (Keiko Okamoto)
- Cyber Idol Mink (Megumi Tachikawa)

### D
- Daa! Daa! Daa! (Mika Kawamura)
  - Shin ☆ Daa! Daa! Daa! (Mika Kawamura)
- Dakara Koishite Paradise (Chika Nishihara)
- Dearest Song (Miyuki Etō)
- Dekopako Cupid (Rina Hibiki)
- Delicious! (Yui Ayumi, creato da Miyuki Kobayashi)
- Dōbutsujima no Chobigurumi (Nyanko Kanashiro, creato da Yoshiyasu)
- Dokidoki! Precure (Futago Kamikita, creato da Izumi Tōdō)
- Dorobō-chan (Tarō Minamoto)

### F
- Faustine (Chieko Hara)
- Fortune☆Cake (Haruka Fukushima)
- Fresh Precure! (Futago Kamikita, creato da Izumi Tōdō)
- Fushigi no Kuni no Sen'ichiya (Masako Sone)
- Futari wa Pretty Cure (Futago Kamikita, creato da Izumi Tōdō)
- Futari wa Pretty Cure Max Heart (Futago Kamikita, creato da Izumi Tōdō)
- Futari wa Pretty Cure Splash☆Star (Futago Kamikita, creato da Izumi Tōdō)
- Fuzoroi no Kinoko-tachi (Chiaki Isogai)

### G
- Ghost Hunt (Shiho Inada, creato da Fuyumi Ono)
- Gakkō no Kaidan 4 (Torio Sasano)
- Go Ahead! (Shin Itō)
- Gō Gō A-jo (Asumi Hara)
- Pixie Pop (Ema Tōyama)
- Goldfish Warning! (Kingyo Chūihō!) (Neko Nekobe)

### H
- H2love
- Happy Birthday (Asumi Hara)
- Haru no Album (Chihiro Miyamoto)
- Haruka naru Remuria yori (Yoshiko Takashina)
- HeartCatch Precure! (Futago Kamikita, creato da Izumi Todo)
- Hoppe ni Chūbō! (Eiko Oouchi, creato da Sayaka Natsugawa)
- Hoshi Furu Yoru ni (Wataru Mizukami)
- Hot Typhoon (Megumi Tachikawa)

### I
- Ibu Datte Oshigoto (Sawako Yamana)
- Ichido Kiri (Utae Kusunoki)
- Innocent Smile (Ema Ezumida)
- Iroppakute Gomennasai (Junko Kanzaki)

### J
- Jigoku de Mesu ga Hikaru (Ryōko Takashina)
- Jigoku Shōjo (Miyuki Etō, creato da Jigoku Shoujo Project)
- Juicy Fruit (Ryō Arisawa)

### K
- Kaitō Saint Tail (Megumi Tachikawa)
- Kamichama Karin (Koge-Donbo)
- Kamichama Karin Chu (Koge-Donbo)
- Kashi no Ki Monogatari (Sumiko Mizukami)
- Kateikabu no Ichiban Nagai Hi (Hakuru Tōdō)
- Kaze no Wasuremono (Akira Ooishi)
- Kekkon Shiyouyo (Wataru Mizukami)
- Kimagure Matatabi Sisters (Futago Kamikita)
- Kimi he Tsuzuku Umi (Yūki Mizusawa)
- Kinkyū Shutsudō Suzume-chan! (Ami Shibata)
- Kinomi ha Ato Furu (Mayumi Ide)
- Kintarō-kun-tte Higekiteki (Hitomi Yamaguchi)
- Kilala Princess (Nao Kodaka e Rika Tanaka)
- Kitchen no Ohime-sama (Natsumi Ando, creato da Miyuki Kobayashi)
- Koishite Arrabbiato (Naftaren Mizushima)
- Koro to Osanpo (Motomi Kawamata)
- Kurumi to Shichinin no Shōnin-tachi (Ryō Takase)

### L
- Let's Smile Meg (Chizuru Takahashi)
- Love Love Hinako! (Kaori Inose)

### M
- Maboroshi Tani no Nenneko-hime (Keiko Fukuyama)
- Magic Knight Rayearth (CLAMP)
- Mahōtsukai-san Oshizuka ni! (Izumi Takemoto)
- Mamacolle (Ema Tōyama)
- Mamotte! Lollipop (Michiyo Kikuta)
- Marijun (Akiko Sakurai)
- Mēmērū (Yui Ayumi)
- Meitantei Yumemizu Seishirō Jiken Note (Kei Enue, creato da Kaoru Hayamine)
- Melting Point (Saori Ishizuka)
- Miracle☆Girls (Nami Akimoto)
- Monmo-chan (Ryōko Kissumoto)
- Mr. Pen Pen (Mayumi Muroyama)
- Mugen Densetsu Takamagahara (Megumi Tachikawa)
- Mūpon (Nyanko Kanashiro)
- Musume. Monogatari Alive (Mayumi Hoshino)
- Musume. Monogatari Miracle♥ (Mayumi Hoshino)
- Musume. Monogatari: Morning Musume Official Story (Hiromi Kanzaki, creato da Rika Tanaka))

### N
- Natsu Iro no Gradation (Ryō Arisawa)
- Nana Iro Magic (Yū Asagiri)
- Neko Neko · Koneko (Kaoru Imai)
- Niihao Pao Pao (Yoko Hatanohi)

### O
- Odemashi! Princess (Mika Ashizawa)
- Oh! Panic Boy (Sakae Sakō)
- Ohayō! Marine Park (Nao Hirone)
- Ohayō! Spank (Shizue Takanashi, creato da Shunichi Yukimiro)
- Ojamajo Doremi (Shizue Takanashi, creato da Izumi Tōdō)
- Ōji-sama no Tsukurikata (Kotori Momoyuki)
- Omochahako Kakumei (Chiaki Yagi)
- Orange Planet (Haruka Fukushima)
- Otona ni Nuts (Haruka Fukushima)
- Otsuki-sama no Kotobakari (Natsuki Tateoka)

### P
- Parsley Iro no Message (Sachiko Nagahama)
- Pichi Pichi Pitch (Pink Hanamori, creato da Michiko Yokote)
- Pineapple Mitai (Izumi Takemoto)
- Pink Innocent (Kotori Momoyuki)
- PQ Angels (Naoko Takeuchi)
- Princess Knight (Osamu Tezuka)
- Private Eyes (Akiko Nomura)
- Puri☆Hani (Nami Akimoto)

### R
- Rocket Dash! (Umi Takeda)

### S
- Sapphire - Ribon no Kishi (Natsuko Takahashi & Pink Hanamori)
- Sarutobi Ecchan (Shōtarō Ishinomori)
- School X Fight (Asumi Hara)
- Shima shima shippo (Michiru Kataoka)
- Shōjo tenshi Milky Cute (Michiyo Kikuta)
- Shōjo kesshō Cocological (Shiyu Takaoka)
- Shugo Chara! (PEACH-PIT)
- Smile Precure! (Futago Kamikita, creato da Izumi Tōdō)
- Snow Flake (Marimo Shirasawa)
- Sugar Sugar Rune (Moyoco Anno)
- Suite Precure♪ (Futago Kamikita, creato da Izumi Tōdō)
- Sukuranburu Dōmei (Yōko Matsumoto)
- Summer Blue (Chie Waseda)
- Summer Nightmare (Miki Fujimori)
- SuperDoll Rika-chan (Mia Ikumi)
- Suzume no Chun-chan (Moa Anada)

### T
- Taiyō ni Smash! (Yui Ayumi)
- Tenkū no Melody (Satsuki Tsukihara)
- Tenshi no Tamago (Narumi Ootsubo)
- Tokyo Mew Mew (Mia Ikumi e Reiko Yoshida)
- Tomodachi (Asumi Hara)
- Tomato na Ichinichi (Kyō Tateyama)
- Tondemo Night (Rie Kosaka)
- Tonneru Mikkiizu (Mariko Satō)
- Tsuiteru ne Hiro-san (Natsumi Andō)
- Twilight Connection (Maimi Momoki)

### U
- U · shi · ro no Tenshi (Himawari Ezuki)
- Umi no Midori · Sora no Aoi (Chiaki Yagi)
- Urukyū (Nami Akimoto)

### V
- Virgin Blue (Yōko Izawa)

### W
- Warugaki Heso kaki Taisensō (Kiyo Sakai)
- Wankorobē (Yuriko Abe)
- Watashi ni xx Shinasai!
- Wild Boy - Un amore che viene dalla giungla (Natsumi Ando)
- Wish - Soltanto un desiderio (Mia Ikumi)
- Working Musume (Wataru Mizukami)

### Y
- Yakudazu na Kami-sama (Hazuki Arai)
- Yami ha Tsudō (Yōko Matsumoto)
- Yes! Precure 5 (Futago Kamikita, creato da Izumi Tōdō)
- Yes! Precure 5 GoGo! (Futago Kamikita, creato da Izumi Tōdō)
- Yubikiri Kenman (Yōko Shima)
- Yubiwa Monogatari (Naoko Takasugi)
- Yume no Crayon Monogatari (Michiro Kataoka, creato da Reizō Fukunaga)
- Yume Yume☆Yū Yū (Pink Hanamori)
- Yōkoso! Bishōryō (Yui Ayumi, creato da Satsuo Endō)
- Yokan no Haru (Mayuko Uzuki)
- Yumemiru na Psychic (Wataru Mizukami)

### Z
- Zenmai Jikake no Tina (Yui Ayumi, creato da Mika Akitaka)
- Zodiac Detective (Natsumi Ando)

## Versioni internazionali
Esiste una versione pubblicata in Indonesia. La versione indonesiana è pubblicata mensilmente da Elex Media Komputindo con il nome di Nakayoshi: Gress!.

## Riviste collegate
- Amie (chiuso)
- Bessatsu Friend
- Nakayoshi Lovely
- RunRun (chiuso)